# Королевское бюро
«Королевское бюро» (фр. Bureau du Roi) — шедевр мебельного искусства Франции XVIII века эпохи рококо. Цилиндрическое бюро (особый тип бюро с полуцилиндрической крышкой), созданный для короля Людовика XV выдающимся мастером-мебельщиком Ж.-Ф. Эбеном в 1760 году по рисунку Жан-Клода Дюплесси и законченное Жан-Анри Ризенером в 1769 году. Бюро с цилиндрической крышкой украшено маркетри (деревянной мозаикой), вызолоченными бронзовыми деталями и плакетками севрского фарфора.
До настоящего времени экспонируется во «Внутреннем кабинете короля» в Большом версальском дворце. Упрощённая реплика бюро, которую Ризенер изготовил для графа д’Орсэ, хранится в лондонском собрании Уоллеса.

## История
Проектировщиком этого шедевра был знаменитый мастер-краснодеревщик королевского арсенала, «королевский мебельщик» (ébéniste du Roi) Жан-Франсуа Эбен (1721—1763).
Первым шагом стало создание восковой модели в масштабе 1/9, на которой были воспроизведены краской инкрустация и бронзовые элементы. Эта модель позволила создать несколько перспективных чертежей, показывающих произведение со всех сторон. После утверждения проекта была изготовлена деревянная модель в натуральную величину, на которой акварелью был нарисован запланированный инкрустационный декор.
Работа была завершена лишь девять лет спустя Жан-Анри Ризенером (1734—1806), одним из сотрудников Эбена, который стал его преемником на посту мастера-краснодеревщика после смерти последнего и даже женился на его вдове. Когда Ризенер взялся за производство, каркас уже был собран, гипсовые слепки бронзовых скульптур изготовлены и чертежи сложного секретного механизма открывания составлены. С помощью Вайманта Стейлена Ризенер создал всю инкрустацию, а его подпись можно найти на одном из поздних картушей предмета мебели: «Riesener H. 1769 à l’arsenal de Paris».
В мае 1769 года в Версальском дворце законченное бюро было представлено королю и установлено в его новом кабинете. Людовик XV редко принимал в этом кабинете своих государственных секретарей. За кабинетом короля, комнатой, для которой был изготовлено бюро, находилась комната, называемая «кабинетом депеш» (cabinet des Dépêches), где Людовик собирал информацию от своей сети шпионов и информаторов, «королевскую тайну», свой главный источник для определения внешней политики страны. Единственный ключ от своего бюро король всегда носил с собой и там, по всей вероятности, хранились документы тайной шпионской сети — "Королевского секрета.
Во время Революции бюро был перевезли во дворец Тюильри, где оно использовалось Законодательным корпусом, а затем передали в кабинет секретаря Наполеона Бонапарта. Императрица Евгения использовала королевское бюро в своём кабинете в замке Сен-Клу. В 1870 году уникальное произведение искусства передали во дворец Лувра в Париже. В 1957 году бюро наконец вернули в Национальный музей Версальского дворца, где оно находится и по сей день. В 2019—2020 годах в ходе реставрации Внутреннего кабинета короля после демонтажа и очистки бронзовых деталей были восстановлены его инкрустация и лак.

## Конструкция и декор
Бюро имеет общую высоту 1,47 метра, ширину 1,92 метра и глубину 1,05 метра, оно сплошь покрыто сложной инкрустацией из разных пород дерева (платан, фиалка и красное дерево) и украшено многочисленными накладками из позолоченной бронзы, отлитыми и отчеканенными Эрвье по моделям Жана-Клода Дюплесси. В создании этого шедевра участвовали представители четырнадцати профессий: краснодеревщики, бронзовщики, чеканщики, позолотчики, часовщики и их помощники.
Четверть поворота ключа отпирает дверцу и все ящики. Слуги, состоявшие на службе у короля, заполняли стол чернилами и бумагой через два небольших люка, скрытых по бокам, поэтому не было необходимости открывать стол и поднимать крышку.
Помимо четырёх ящиков, расположенных попарно с каждой стороны стола, открыв крышку, можно было получить доступ к шести небольшим ящичкам, расположенным в двух боковых отсеках. Центральная часть рабочего стола является мобильной: её можно поднять, превратив в письменный стол, или наклонить вперед, чтобы получить доступ к месту для хранения с тремя дополнительными ящиками внизу. Внутренняя часть также украшена инкрустацией из различных пород индийского дерева. Столешница в центре покрыта зелёным бархатом с золотым позументом. Верхняя часть бюро окружена небольшой балюстрадой амарантового цвета с двухсторонними часами в центре, работы мастера Лепена. Всю конструкцию украшают четыре вазона по четырём углам балюстрады. На консолях цилиндра были представлены две фигуры: слева — Аполлон с лирой, справа — Каллиопа с тремя книгами Гомера, каждая из которых несёт два стебля и две ветви, служащие подсвечниками (многие детали были со временем изменены или заменены новыми).
- Изображение королевского бюро в издании: «Illustrated History of Furniture, From the Earliest to the Present Time from 1893 by Litchfield, Frederick, (1850-1930)»
- Вид бюро с плакеткой севрского фарфора
- Королевсое бюро. Деталь с часами и маркетри